# Cinejornal
Um cinejornal é uma forma de filme curto documental predominante na primeira metade do século XX, regularmente exibido em salas de exibição pública e contendo notícias e itens de interesse tópico. Ele foi fonte de notícias, atualidades e entretenimento para milhões de espectadores até que a televisão substituiu o seu papel na década de 1950. Cinejornais são agora considerados  documentos históricos significativos, uma vez que são muitas vezes o único registro audiovisual de acontecimentos históricos e culturais daqueles tempos.
Cinejornais eram normalmente exibidos como curtas-metragens precedendo o filme principal  na década de 1960. Haviam cinemas dedicados a eles em muitas grandes cidades nos anos de 1930 e 1940, e algumas salas  também incluíam um pequeno cinema onde noticiários eram exibidos de forma contínua durante todo o dia.

## História

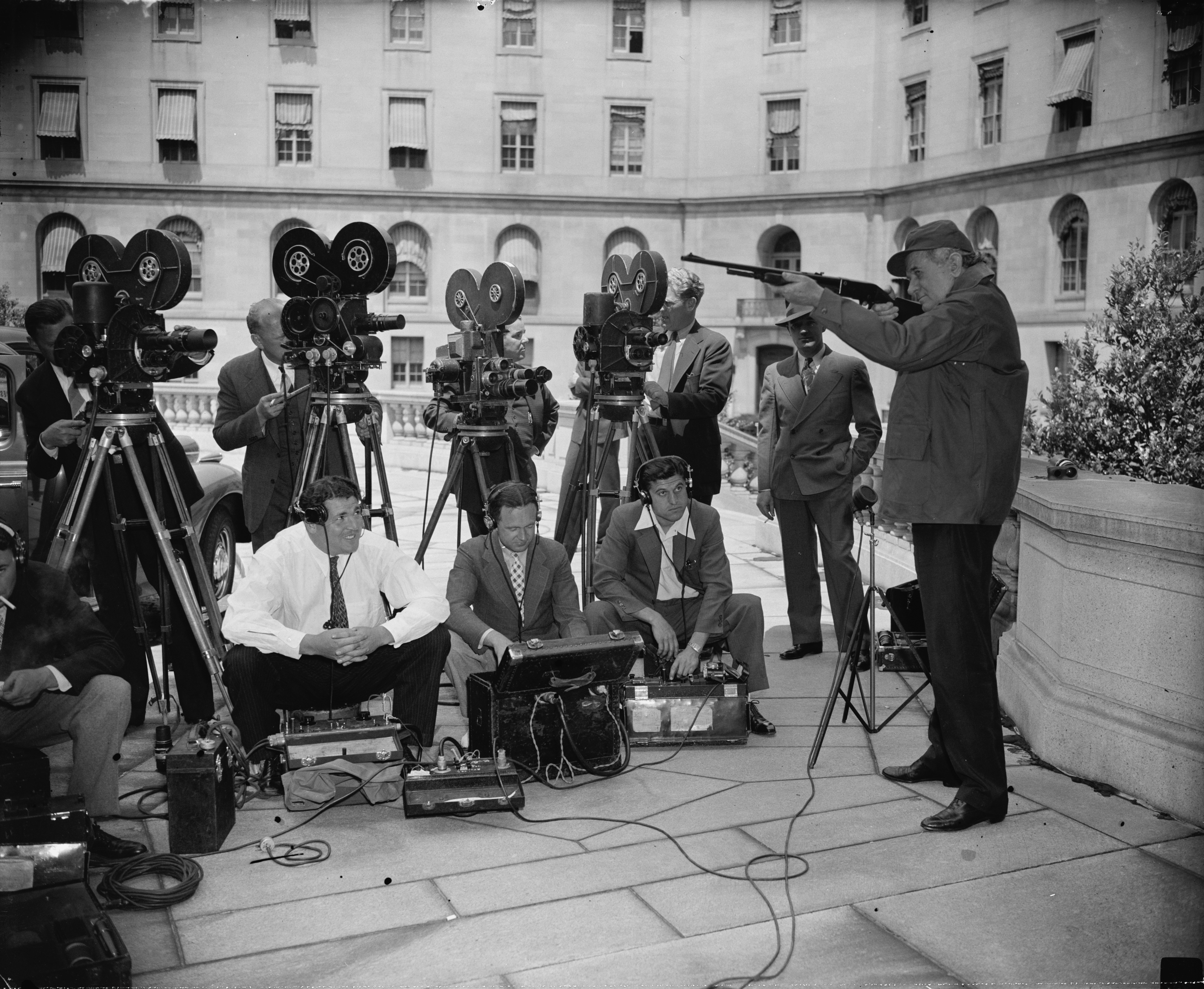
Cinegrafistas de notícias, Washington DC, 1938

Criado em 1911 por Charles Pathé, esta forma de filme era frequente nos países norte-americanos, do Reino Unido e da Commonwealth (especialmente o Canadá, Austrália, e Nova Zelândia), e durante toda a programação de cinema europeu  do cinema mudo até a década de 1960, quando a  transmissão de notícias pela televisão completamente suplantou o seu papel. O National Film and Sound Archive na Austrália detém o Cinesound Movietone Australian Newsreel Collection, uma coleção abrangente de 4.000 filmes e documentários de cinejornal que representam as notícias que cobrem todos os principais eventos.
A primeira sala de cinema de notícias que só exibia cinejornais foi o Daily Bioscope , que abriu em Londres no dia 23 de Maio de 1909.
Em 1929, William Fox comprou um antigo teatro da Broadway chamado The Embassy (agora um centro de visitantes, operado pela Times Square Alliance). Ele mudou o formato de shows a dois dólares duas vezes por dia para um programa contínuo a 25 cents, estabelecendo a primeira sala de cinejornais nos EUA. A ideia foi um sucesso tão grande que a Fox e seus apoiadores anunciou que iria iniciar uma cadeia de cinemas de notícias em todos os EUA. Os noticiários eram frequentemente acompanhadas por desenhos animados ou curtas-metragens.
Em alguns países, os noticiários em geral usavam música como um plano de fundo para filmagens normalmente silenciosa. Em alguns países, o narrador usava observações de humor para notícias leves ou não-trágicas. Algumas das séries de cinejornais dos EUA  incluíam The March of Time(1935-1951), Pathé News (1910-1956), Paramount News (1927-1957), Fox Movietone News (1928-1963), Hearst Metrotone News (1914-1967), e Universal Newsreel (1929-1967). Pathé News foi distribuído pela RKO Radio Pictures , a partir de 1931 a 1947 e, em seguida, pela Warner Brothers, de 1947 a 1956.
Em 12 de agosto de 1949, 120  técnicos de cinema empregados pela Associated British Pathé, em Londres, entraram em greve para protestar contra a demissão de quinze homens em razão de redundância, enquanto a conciliação no âmbito de acordos sindicais estava pendente. A greve durou até pelo menos terça-feira, dia 16 de agosto, terça-feira sendo o último dia para a produção de novos noticiários exibidos na quinta-feira. Eventos da greve resultou em mais de três centenas de cinemas em toda a Grã-Bretanha terem ficado sem noticiários naquela semana.
Um exemplo de notícia de cinejornal está no filme Cidadão Kane (1941), a qual foi preparada pela equipe real de cinejornalistas da RKO. Cidadão Kane inclui o notíciário fictício "News on The March" que resume a vida do personagem Charles Foster Kane , enquanto parodiando The March of Time.
Em Portugal, o Secretariado de Propaganda Nacional (depois Secretariado Nacional de Informação) produziu o cinejornal "Jornal Português" entre 1938 e 1951. Dirigido pelo cineasta António Lopes Ribeiro, divulgava as notícias políticas do Estado Novo, assim como efemérides, inaugurações e outros acontecimentos nacionais. O cinejornal tinha uma duração de cerca de 15 minutos e era exibido nos cinemas antes do filme principal.
.
Entre os cinejornais exibidos no Brasil estão o "Cinejornal Brasileiro" produzido pelo Departamento de Imprensa e Propaganda do governo Getúlio Vargas  e o Canal 100, exibido entre 1959 e 1986, especializado em jogos de futebol.

## Retrospectivas
O filme australiano de 1978 Newsfront é um drama sobre o ofício dos cinejornais.

## Efeito da televisão
Os cinejornais morreram por causa dos avanços tecnológicos, tais como a captação eletrônica de notícias no telejornalismo, introduzida na década de 1970, tornando-os obsoletos. No entanto, alguns países, como Cuba, Japão e Espanha continuaram a produzir noticiários para cinema nas décadas de 1980 e 1990.

## References
1. ↑  Australian Screen: Cine sound Movie tone Australian Newsreel Collection (1929 - 1975)
2. ↑  King, Barrie, Newsreels, Oz Film, Culture and Communication Reading Room, Murdoch University
3. ↑  p. 56 Popple Simon & Kember, Joe Early Cinema: From Factory Gate to Dream Factory Wallflower Press 2004
4. ↑  Times Square Alliance Business Improvement District Arquivado em 4 de março de  2010, no Wayback Machine. Embassy Theater
5. ↑  «Newsreel Theater». Time Magazine. 18 de novembro de 1929. Consultado em 31 de outubro de 2008. The six or seven minutes of newsreel exhibited in ordinary program houses are selected from many reels of current events. Nowhere could one be sure of seeing all the newsreels made in any one week. In Manhattan, William Fox, in collaboration with Hearst Metro tone, found what to do with the newsreels discarded weekly by their companies. He took over a Broadway theater (Embassy) and changed its program from a $2 show twice a day to a continuous 25¢ show. He made the program all newsreels, to run for an hour, a full photographic report of the pictorial parts of the week's news.
6. ↑  «No Newsreels in 300 Cinemas: Technicians On Strike». The Glasgow Herald. 17 de agosto de 1949. Consultado em 4 de agosto de 2013
7. ↑  «Teoria do Jornalismo - 05. Contexto». teoriadojornalismo.ufp.edu.pt. Consultado em 12 de agosto de 2021
8. ↑  «Jornal Português: como se fazia propaganda no país de Salazar». Jornal Português: como se fazia propaganda no país de Salazar. Consultado em 25 de agosto de 2021
9. ↑  «Uma Época de Ouro: 1930-1945 – Parte I». Consultado em 26 de março de 2023
10. ↑  Jorge Pedro Sousa. «Uma história do jornalismo em Portugal até ao 25 de Abril de 1974» (PDF). Consultado em 12 de agosto de 2021
11. ↑  «Departamento de Imprensa e Propaganda | CPDOC». cpdoc.fgv.br. Consultado em 27 de junho de 2016
12. ↑  LUNA, PAULO. No Compasso Da Bola. [S.l.]: Irmãos Vitale. ISBN 9788574073170
13. ↑  «Original Negative of the Noticiero ICAIC Lationamericano». Consultado em 28 de março de 2019. Arquivado do original em 12 de novembro de 2010

## Ler mais
- Baechlin, Peter and Maurice Muller-Strauss (Editors), Newsreels across the world, Paris: Unesco, 1952
- Barnouw, Erik, Documentary: a history of the non-fiction film, Oxford: Oxford University Press, 1993 revised
- Clyde, Jeavons, Jane Mercer and Daniela Kirchner (Editors), "The story of the century!" An international newsfilm conference, London: BUFVC, 1998
- Fielding, Raymond (2011). The American Newsreel: A Complete History, 1911-1967. Jefferson, N.C.: McFarland. ISBN 0786466103
- Fielding, Raymond, The March of Time, 1935-1951, New York: Oxford University Press, 1978
- McKernan, Luke (Editor), Yesterday's news. The British Cinema Newsreel Reader, London: BUFVC, 2002
- Smither, Roger and Wolfgang Klaue (Editors), Newsreels in film archives: a survey based on the FIAF symposium, Wiltshire: Flicks Books, 1996
- Vande Winkel, Roel, "Newsreel series: world overview", in: Aitken, Ian (Editor), Encyclopedia of the Documentary Film, New York - London: Routledge, 2006, pp. 985–991